# Diocus
Diocus – rodzaj widłonogów z rodziny Chondracanthidae. Nazwa naukowa tego rodzaju skorupiaków została opublikowana w 1863 roku przez duńskiego biologa Henrika Nikolaia Krøyera.

## Podział systematyczny
Do rodzaju należą następujące gatunki:
- Diocus frigidus Hansen, 1923
- Diocus gobinus (Müller O.F., 1776)
- Diocus lycenchelus Hogans & Sulak, 1992
- Diocus sadoensis (Shiino, 1960)
- Diocus semilunaris (Kabata & Gusev, 1966)